# Charles Katek

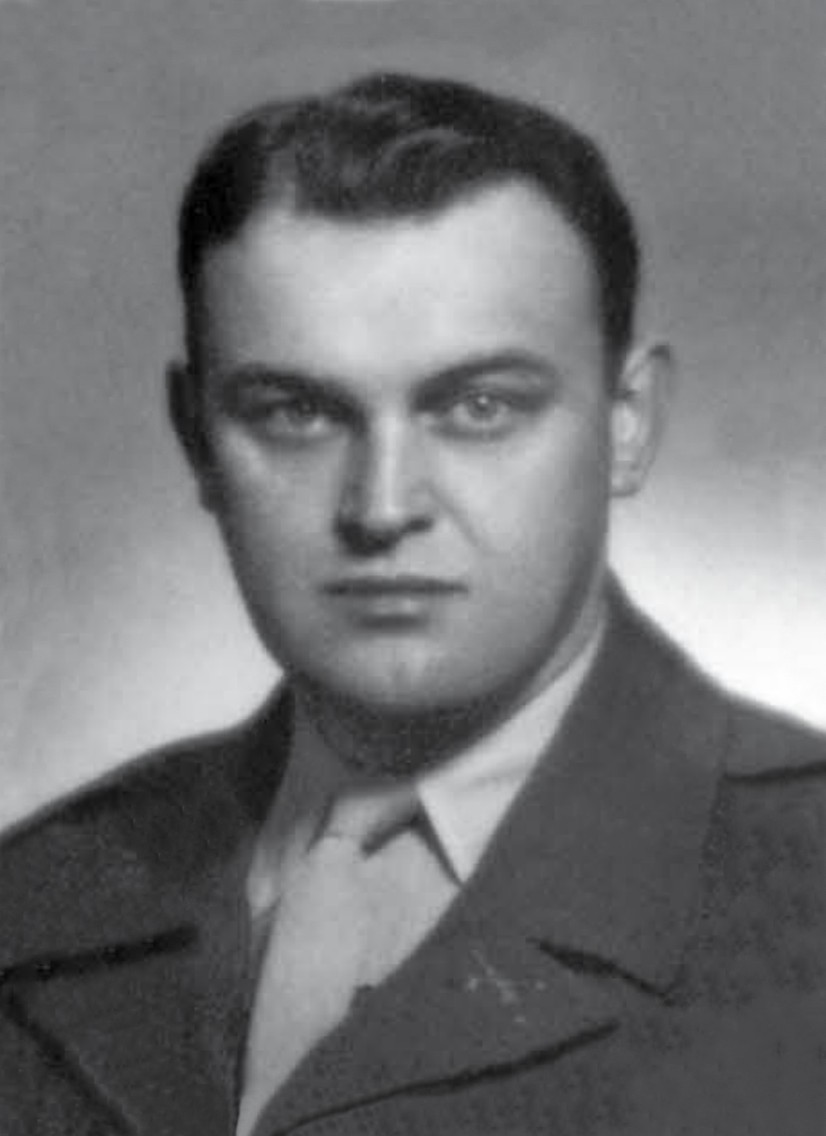
Charles Katek v mladém věku

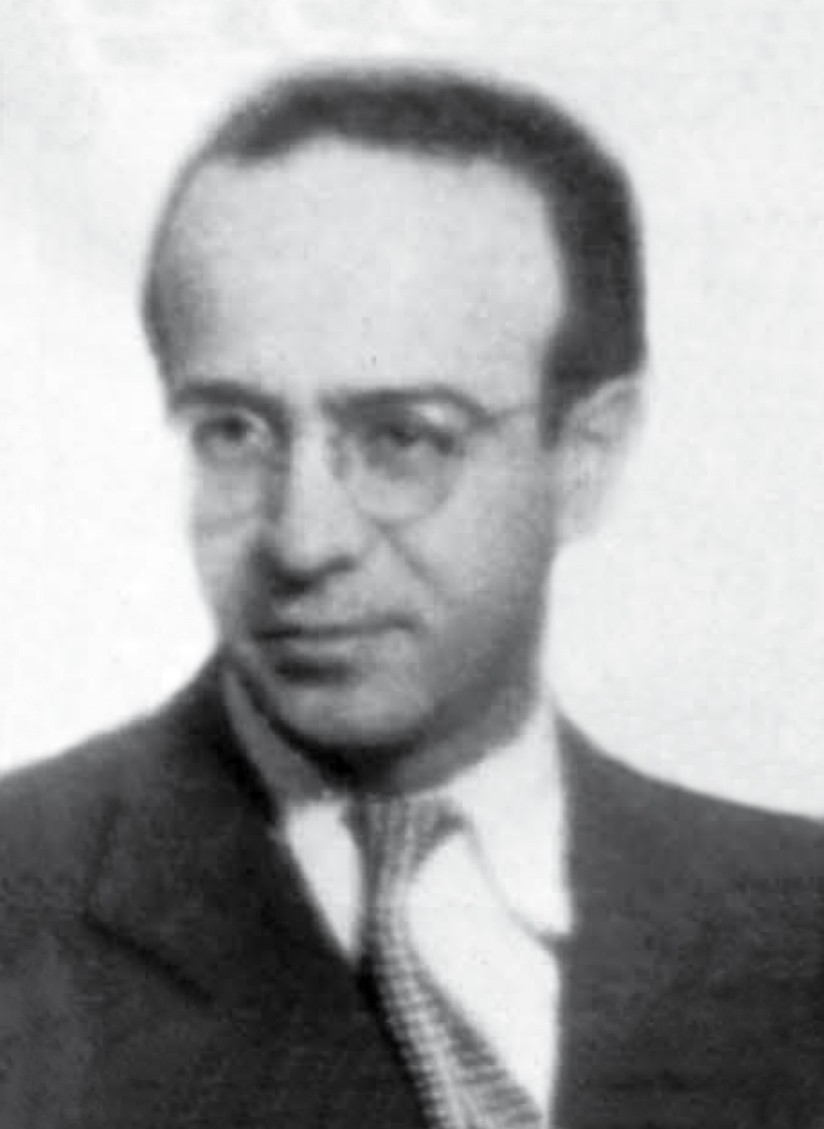
Katekův přítel a spolupracovník – Čechoameričan Kurt Taub

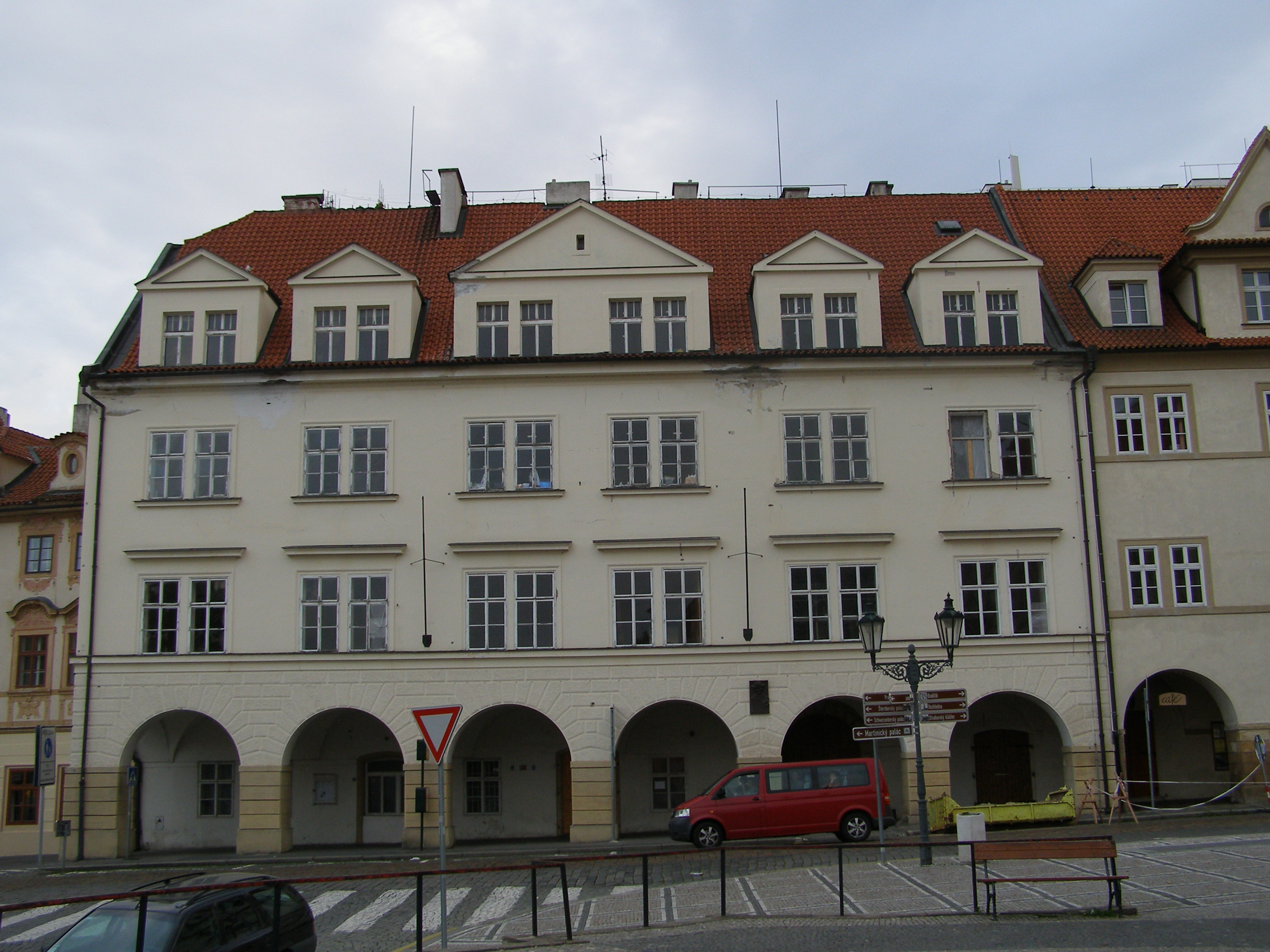
Místo, kde sídlila (v letech 1945 až 1948) americká vojenská mise: Měšťanský dům U Drahomířina sloupu, Praha 1, Loretánské nám. č.p. 108/2

Charles Katek (31. října 1910 Chicago – 1971) byl Čechoameričan, zpravodajský důstojník americké armády, v letech 1945 až 1948 člen americké vojenské a diplomatické mise v Praze, organizátor III. (protikomunistického) exilového československého odboje v zahraničí.    

## Stručný životopis
Charles Katek se narodil 31. října 1910 v Chicagu, byl po rodičích (českých emigrantech) původem Čechoameričan. V USA získal vysokoškolské vzdělání, krátce poté vyučoval východoevropské dějiny, ale po vstupu USA do druhé světové války se chtěl zapojit jako zpravodajec a tak se stal důstojníkem americké armády. Za druhé světové války pracoval v Evropě u vojenské zpravodajské služby OSS (Úřadu strategických služeb; Office of Strategic Services) a kromě toho vykonával i funkci styčného důstojníka mezi OSS a československou exilovou vládou v Londýně. V letech 1945 až 1948 byl v Praze nejprve vedoucím vojenské mise USA a později pracoval jako vojenský přidělenec na americkém velvyslanectví v Praze. Po celou dobu působení v Praze fungoval jako zpravodajský důstojník a jeho aktivity byly monitorovány komunisty ovládanými československými tajnými službami – Obranným zpravodajstvím (OBZ) a státní bezpečností (StB). Katek byl vnímán jako režimu mimořádně nebezpečná osoba („hlava amerických špionážních služeb v Československu“) i když jeho činnost byla spíše diplomatického než zpravodajského rázu. Krátce po komunistickém převratu v únoru 1948 byl vyhoštěn z Československa a následně organizoval z Frankfurtu nad Mohanem (pod patronací americké zpravodajské služby CIA) československý exilový protikomunistický odboj (řídil čs. zpravodajské skupiny kurýrů / agentů–chodců). V roce 1954 byl odvolán do USA, ale v letech 1960 až 1965 se vrátil zpět do Evropy, kde zakončil svoji pracovní kariéru na velvyslanectví USA ve Vídni. Plukovník Charles Katek zemřel v roce 1971.

## Podrobný životopis

### Před druhu světovou válkou a během ní
Charles Katek se narodil 31. října 1910 v americkém Chicagu. Jeho otcem byl Karel Kotek (* 1885) pocházející ze středočeských Velenic (Českých Velenic). Matka Charlese Kotka byla Josefina Housková ze Žehuně. (Oba rodiče pocházeli z okolí Poděbrad.) Ještě před první světovou válkou (okolo roku 1905) emigroval Karel Kotek se svojí ženou do USA, zakotvil v Chicagu, kde rodina provozovala firmu zabývající se stěhováním (Katek Brothers Moving Company) pian a jiného nábytku v domech movitých Američanů. (Svým původem byl tedy Charles Čechoameričan, neboť měl české předky, ale jméno Kotek bylo v USA poameričtěno na „Katek“, vyslovováno nejspíše jako „Kejtek“.) V rodině se mluvilo česky a trochu německy.
Charles mel ještě bratra Ottu (ten měl po otci rodinnou firmu Katek Brothers Moving Company zdědit). S finanční podporou rodiny nastoupil tedy druhý syn – Charles ke studiu na státní University of Illinois at Urbana-Champaign, kde se ze studenta s průměrným prospěchem vypracoval v posledním ročníku na premianta výborným prospěchem a v roce 1934 získal vysokoškolský diplom z historie. (V roce 1934 se také oženil.) Postgraduální (doktorandské) studium (titul Ph.Dr.) v oboru historie absolvoval na Northwestern University v Evanstonu ve státě Illinois. Tady v červenci 1942 úspěšně obhájil závěrečnou disertační práci s názvem Vývoj českých demokratických tradic v letech 1840 až 1967. Po studiu plánoval Katek pracovat v Úřadu strategických služeb, ale nejprve si našel místo učitele na vysoké škole Morton College nedaleko Cicera, ale přednášení o historii slovanských národů jej nenaplňovalo.
K povolání zpravodajce se Katek rozhodl již během studia na univerzitě pod vlivem událostí druhé světové války. Nechal se aktivovat, absolvoval důstojnický kandidátský kurz a následné (1. srpna 1942) zařazení do Úřadu strategických služeb (Office of Strategic Services byla vojenská zpravodajská služba pod patronací USA; zkratka: OSS). Charles se stal zpravodajským důstojníkem z povolání u americké armády. Neprošel sice klasickým výcvikem jako ostatní zpravodajci, ale byly mu svěřovány spíše úkoly ze své podstaty politické.
Od srpna 1942 pracoval v Evropě u americké zpravodajské služby v OSS, kde mohl uplatnit své dobré znalosti češtiny, němčiny a evropských reálií. Později byl povýšen do hodnosti kapitána, od 1. listopadu 1942 mu byla přidělena československá skupina. V OSS pak od prosince 1943 zastával funkci vedoucího československého oddělení OSS a později pak vedl československou sekci zpravodajské služby Kontinentální divize OSS / Londýn. Současně s výkonem této funkce mimo jiné spolupracoval (jako styčný důstojník) se zpravodajským II. odborem Ministerstva národní obrany, Ministerstvem vnitra a jinými složkami československého exilového zřízení a s československým zahraničním odbojem. (S funkcí styčného důstojníka mezi OSS a čs. londýnským exilem bylo spojeno i povýšení do hodnosti majora americké armády.) Během svého pobytu v Londýně se tak Katek seznámil s československými politickými, vojenskými i zpravodajskými postavami (např. generálem Františkem Moravcem). Později (rok 1944) během druhé světové války Katek z amerických základen v Itálii organizoval pomoc Slovenskému národnímu povstání (SNP). V lednu 1945 získal Charles Katek (jakož i další dva důstojníci pracující v OSS) válečný Řád Bílého lva III. stupně.

### Duben 1945 až únor 1948
Ke konci druhé světové války se major Katek v polovině dubna 1945 stal velitelem zpravodajské skupiny při americké 3. armádě George S. Pattona, on a jeho operativci z OSS překročili československé hranice 30. dubna 1945. V prvních těsně porevolučních dnech 10. května 1945 vstoupil do Prahy (jako jeden z prvních Američanů v hlavním městě). V průběhu pražského květnového povstání 1945 se zapojil do organizování zpravodajské činnosti (zpravodajsky působil z Berouna).
Po osvobození Československa byly v Praze zřízeny čtyři vojenské mise vítězných velmocí. Jejich oficiálními úkoly bylo pátrat po svých mrtvých, raněných a zajatých vojácích a repatriovat zavlečené československé občany ze svých zemí zpět do Československa. Neoficiálně provozovaly všechny čtyři vojenské mise v Praze zpravodajskou (špionážní) činnost.
Ihned po skončení druhé světové války se Katek postavil do čela pražské pobočky OSS. Působení této instituce bylo kryto (kamuflováno) činností Americké vojenské mise při velvyslanectví Spojených států amerických. Tak se Charles Katek od roku 1945 stal vedoucím vojenské mise USA v Praze. Pobyt plukovníka Kateka v Praze byl zpravodajsky kamuflován funkcí velitele repatriační komise pro vyhledávání nezvěstných amerických vojáků, později vystupoval jako velitel komise pro vyšetřování válečných zločinců.
Klíčovými představiteli americké vojenské mise v Praze na Loretánském náměstí byli Charles Katek a jeho nejbližší spolupracovník seržant Kurt Taub. Oba se vzájemně doplňovali. Kurt Taub byl postavou malý, hubený, skromný, uměl plynně česky a politicky se řadil k umírněným socialistům, jelikož byl oddaný myšlence sociální spravedlnosti a jeho přátelé nejčastěji patřili mezi levicové intelektuály. Oproti tomu Charles Katek byl postavou vysoký, mohutný, svalnatý, výborně hrál tenis, svou politickou orientací konzervativní, silně nenáviděl komunismus a své přátele si hledal buď v politických kruzích nebo v bohatých vrstvách osob se šlechtickými tituly.
Bezprostředně po druhé světové válce vznikla z oddělení tajné rozvědky (Secret Intelligence) a kontrašpionáže válečného Úřadu strategických služeb (Counter-Espionage branches of the wartime Office of Strategic Services) organizace s názvem Strategic Services Unit (zkratka SSU), což byla zpravodajská agentura vlády Spojených států. Po založení SSU získal Katek v říjnu 1946 funkci vojenského přidělence na velvyslanectví USA v Praze.
Ústřední zpravodajská služba (CIA) byla založena po rozpuštění Úřadu strategických služeb (OSS) na konci druhé světové války prezidentem Harrym S. Trumanem. Ten dne 22. ledna 1946 prezidentskou směrnicí vytvořil Ústřední zpravodajskou skupinu pod vedením ředitele ústřední zpravodajské služby. Její vznik byl schválen zákonem o národní bezpečnosti z roku 1947. V září 1947 se tak Charles Katek stal prvním šéfem expozitury CIA v Praze.

### Československé orgány

#### Obranné zpravodajství
Těsně poté, co Katek se svojí misí po skončení druhé světové války přijel do Prahy a zabydlel během války prázdnou (a švýcarskou diplomatickou misí hlídanou) budovu americké ambasády (na Malé Straně v ulici Tržiště), ocitl se v hledáčku hned několika československých bezpečnostních složek. Kromě Obranného zpravodajství (OBZ; vojenská kontrarozvědka) to byl i Zemský odbor bezpečnosti II. oddělení (státní bezpečnost; StB). (Ač těsně po druhé světové válce, byly tyto instituce pod neustále sílícím vlivem komunistů.) Speciálně Obranné zpravodajství řízené Bedřichem Reicinem se od léta 1945 začalo Charlesu Katekovi „intenzivně věnovat“ neboť jej okamžitě po příjezdu do Prahy identifikovalo jako „hlavu amerických špionážních služeb v Československu“.
Lidé z Obranného zpravodajství Charlese intenzivně sledovali (kontrolovali jeho korespondenci, odposlouchávali telefonní linku a sledovali jeho kontakty s politiky a s důstojníky československé armády). Na začátku roku 1946 pak OBZ přešlo do otevřeného sledování všech členů Kateokova týmu; čeští zaměstnanci mise byli sliby a vyhrožováním vydíráni a OBZ od nich vymáhalo důvěrné informace. Katek a jeho podřízení byli lidmi z Obranného zpravodajství obviňováni, že v sídle americké vojenské mise (na Loretánském náměstí číslo 2 v Praze) pořádají večírky během nichž provádějí sběr zpravodajských informací. (Sídlo americké vojenské mise v Praze bylo v patře domu, v jehož přízemí byla okrsková služebna Sboru národní bezpečnosti (SNB). Každá návštěva směřující do kanceláří americké vojenské mise musela zákonitě projít kolem kanceláří SNB.) Situaci vyřešili Američané tím, že oficiálně (v březnu 1946) prohlásili Katekovy podřízené ve vojenské misi za diplomaty a formálně je převedli pod úřad amerického vojenského atašé na americkém velvyslanectví, což jim zaručilo diplomatickou imunitu a Katek získal titul atašé. Obranné zpravodajství vzneslo proti této změně protest a ve sledování amerických zpravodajců neustalo ani OBZ a ani StB.

#### Jaký byl Charles Katek?
Prvním bydlištěm Kateka po jeho příjezdu do Prahy byl hotel Steiner, ale záhy si našel luxusní byt na prestižní pražské adrese poblíž Loretánského náměstí, kde sídlila americká vojenská mise.
S historií Českých zemí obeznámený, vysokoškolsky vzdělaný důstojník americké armády Charles Katek (plynně hovořící česky) byl společenský typ člověka a charismatickou osobností. Inteligentní Katek byl dobrým vypravěčem, uměl získat lidi a americké občanství mu otevíralo dveře i v kruzích vyšších vrstev (bankéři, velmi movité rodiny), kde se rád pohyboval. Velký dojem na něj dělali aristokraté a jejich tituly (baroni, hrabata). Působil od prvního pohledu jako přirozený vůdce a osobnost přitahující pozornost. Jezdil po Praze ve velkém osobním automobilu, měl spoustu známých a přátel mezi politiky a vojáky, s nimiž se seznámil v Londýně, a navíc měl v těsně poválečné době přístup k žádaným komoditám a zdrojům jakými byli exotický alkohol, jídlo, tabák, cigarety a také jazzová hudba reprodukovaná z gramofonových desek. (Tyto žádané „komodity“ získával Katek díky pravidelným dodávkám z americké vojenské základny v Norimberku.) 
Prostory vojenské mise na Loretánském náměstí přeměnil (v té době čerstvě povýšený) plukovník Charles Katek a jeho američtí kolegové ve vyhlášený a žádaný „společenský salon“. Rozsah styků Charlese Kateka s československými demokratickými politiky a jinými osobnostmi byl relativně široký; do jeho „salonu“ mířili šlechtici, majetní lidé, ministři, politici všech stran, vlivní státní zaměstnanci, demokraticky smýšlející novináři, zástupci inteligence a nejrůznější prominenti. Výjimku netvořili ani příslušníci různých šlechtických rodů: Schwarzenbergové, Lobkowiczové, Czerninové, Kolowratové a Nádherní. Docházeli k němu ministři Jan Masaryk, Petr Zenkl, Jaroslav Stránský, Adolf Procházka a František Hála; minimálně dvanáct poslanců parlamentu (včetně Iva Ducháčka), mnoho osob z podnikatelských kruhů (například Vladimír Kabeš); dále pak Vavro Šrobár, Václav Majer; vlivní političtí žurnalisté Julius Firt, Ferdinand Peroutka, Pavel Tigrid a další. Velmi dobré vztahy udržoval plukovník Katek také s tou částí Baťovy rodiny, která po druhé světové válce zůstala v Československu.
V Československu se stal Charles Katek záhy členem několika organizací (Svazu přátel USA, Svazu spojeneckých důstojníků, Společenského klubu či Golf klubu) a přispíval finančně na jejich činnost. Katek navštěvoval vojenské tenisové dvorce v Dejvicích, jezdil si zahrát golf do Klánovic a rád večeřel v Klubu spojeneckých důstojníků v hotelu Esplanade. Neodmítal žádná pozvání na večírky konané v Praze ale také sám večírky (coby pozorný a štědrý hostitel) organizoval, takže se americká vojenská mise stala brzy jedním ze center společenského života v poválečné Praze, kam chodili mnozí politici, vysocí armádní důstojníci, ale též umělci či podnikatelé. Plukovních Charles Katek byl přitažlivý i pro ženy, sečtělý a schopný psát a redigovat různá hlášení a zprávy. Katek nebyl typickým zpravodajcem, byl spíše akademickou osobností a informace, které potřeboval získával společenským stykem spíše jako diplomat než jako „vycvičený“ zpravodajec. Svým svérázným přístupem se snažil smazat hranice „mezi večírkem pro přátele“ a špionáží, čímž si zároveň zjednodušoval a zpříjemňoval život.
V létě 1946 uspořádal Katek zájezd do západního Německa, aby nejvyšší důstojníci československé armády měli možnost vidět na vlastní oči vybombardovaná města. Na jaře 1947 pak Katek umožnil aby z archivu říšského ministerstva zahraničí, který Američané ukořistili za druhé světové války a umístili jej v Západním Berlíně byly vydány do Československa dokumenty týkající se agrárního politika a ministerského předsedy Rudolfa Berana.
Američanům sice neunikl fakt, že jsou pod drobnohledem komunistických tajných služeb, ale o dění uvnitř KSČ se nezajímali a neměli o něm ani žádné podrobnější informace, neměli tam žádné informátory ani agenty. (Pokud byl někdo z komunistů po únoru 1948 v 50. letech 20. století souzen za kontakty s americkou výzvědnou službou, jednalo se o vyfabulované, nereálné a účelové obvinění, které se nezakládalo na realitě.) V roce 1947, rok před svým vyhoštěním z Československa, si Charles Katek stěžoval, že je „pravděpodobně odposloucháván a sledován“.) 
Na počátku roku 1947 obdržel Katek od vedoucích z Frankfurtu nad Mohanem příkaz k založení zpravodajské sítě v Československu. Katek si svoje agenty očísloval, přidělil jim krycí jména a za jimi dodané informace jim platil nebo případně dával americké cigarety. Agenti předávali Katkovi svoje hlášení písemně. Na ilegální schůzky jezdil Katek převážně automobilem za současného krytí dalšími před nimi a za nimi jedoucími doprovodnými vozidly. Často jezdil po Praze nějakou dobu před schůzkou s cílem zmást agenty OBZ či StB, kteří jej mohli sledovat. Některé ze schůzek se odehrávaly v konspiračním bytě jeho sekretářky Eleonory Jančíkové v Praze případně u Kateka v jeho soukromém bytě na Loretánském náměstí.

### Únor 1948 až rok 1953
Přísun zpráv o dění v Československu se Katekovi dostával převážně od demokraticky smýšlejících politiků. Ti se zejména v období před únorem 1948 dostávali stále více „informačně“ na „vedlejší kolej“. Po únorovém převratu bývalí hosté a přátelé plukovníka Kateka rychle přišli o své funkce ve vládě, v bezpečnostních složkách, v armádě i v obchodu. Mnoho z nich bylo vězněno, další se pokusili o emigraci na Západ (někteří prozíraví už tam byli). Na některé „notorické návštěvníky“ Katekovo večírků na Loretánském náměstí bylo uvaleno domácí vězení. Všichni jeho přátelé beze zbytku tak přišli o přístup k informacím, které Američané shromažďovali.
Ještě před skončením komunistického převratu v Československu v únoru 1948 obdrželi (na nátlak úřadů) dne 25. února 1948 jak plukovník Katek, tak i jeho spolupracovník seržant Kurt Taub formální žádost, aby opustili Československo. Jako důvod bylo uvedeno vykonávání činnosti neslučitelné s jejich oficiálním statusem. Datum vyhoštění bylo stanoveno na 18. března 1948. Charles Katek s tímto aktem nesouhlasil, ale Taub jej přijal s ulehčením, neboť již od roku 1946 čelil intenzivnímu tlaku československé a sovětské zpravodajské služby, které se ho pokoušely získat jako svého agenta. Ještě před vyhoštěním se podařilo pomoci několika osobám k útěku. Společně s Katekem byli vykázáni z Československa i někteří jeho další spolupracovníci a ostatní byli zatčeni a souzeni.
Oficiálně s Katekem odletěl letadlem do Bruselu jeho blízký spolupracovník Kurt Taub (* 8. ledna 1911 Brno) s nímž Katek spolupracoval už v Londýně za druhé světové války a neoficiálně za nimi tajně odjela i Katekova hospodyně Klára Brabcová. Pak se Katek přesunul do západního Německa, pobýval nějaký čas v západním Berlíně a v listopadu 1948 se stal vedoucím národní sekce pro Československo u ústředny americké zpravodajské služby ve Frankfurtu nad Mohanem.
Masivní příliv uprchlíků (včetně prominentních politiků, vojáků, vědců, podnikatelů i prostých lidí) z Československa po únoru 1948 do západního Německa a Rakouska vytvářel personální základnu pro budování protikomunistických struktur. Charles Katek se následně přesunul do americké okupační zóny – do Frankfurtu nad Mohanem a odtud (řízen americkou zpravodajskou službou CIC) organizoval (ve spolupráci se členy exilového protikomunistického odboje) od léta 1948 zpravodajskou činnost namířenou nejen proti Československu ale i proti komunistickému bloku.
V létě 1948 bylo na území americké okupační zóny Německa započato s vytvářením československých zpravodajských skupin pod patronací amerických zpravodajských služeb. Tato činnost byla kamuflována „krycí“ organizací Economic Research Unit (zkratka ERU; česky volně: Jednotka ekonomického výzkumu) se sídlem v Regensburgu. Iniciátory zakládání těchto československých zpravodajských skupin byli právě Charles Katek a Kurt Taub. Katek činnost ERU řídil z Frankfurtu nad Mohanem, Taub (krycí jméno „Taylor“) měl svoji kancelář v Řezně. Oba zmínění Čechoameričané, napojení na výzvědnou službu CIA, zajišťovali pro tyto zpravodajské skupiny potřebnou finanční a materiálně–technickou základnu a to například včetně obstarávání falešných dokladů apod.
Během fungování Economic Research Unit (ERU) vzniklo několik skupin, v jejichž čele stáli vedoucí (většinou bývalí českoslovenští důstojníci), kteří měli ku pomoci dva až tři asistenty (tzv. „helpery“), písaře a překladatele. Prostřednictvím svého zástupce Kurta Tauba řídil plukovník Charles Katek následující zpravodajské jednotky:
- skupinu Jaroslava Kašpara – „Pátého";
- skupinu Rudolfa Drbohlava – „Ralpha";
- skupinu Františka Bogataje – „Franka";
- skupinu Aloise Šedy - „Šubrta" a
- skupinu Františka Moravce – „Arnolda".

Vedoucí zpravodajských skupin řízených Charlesem Katekem
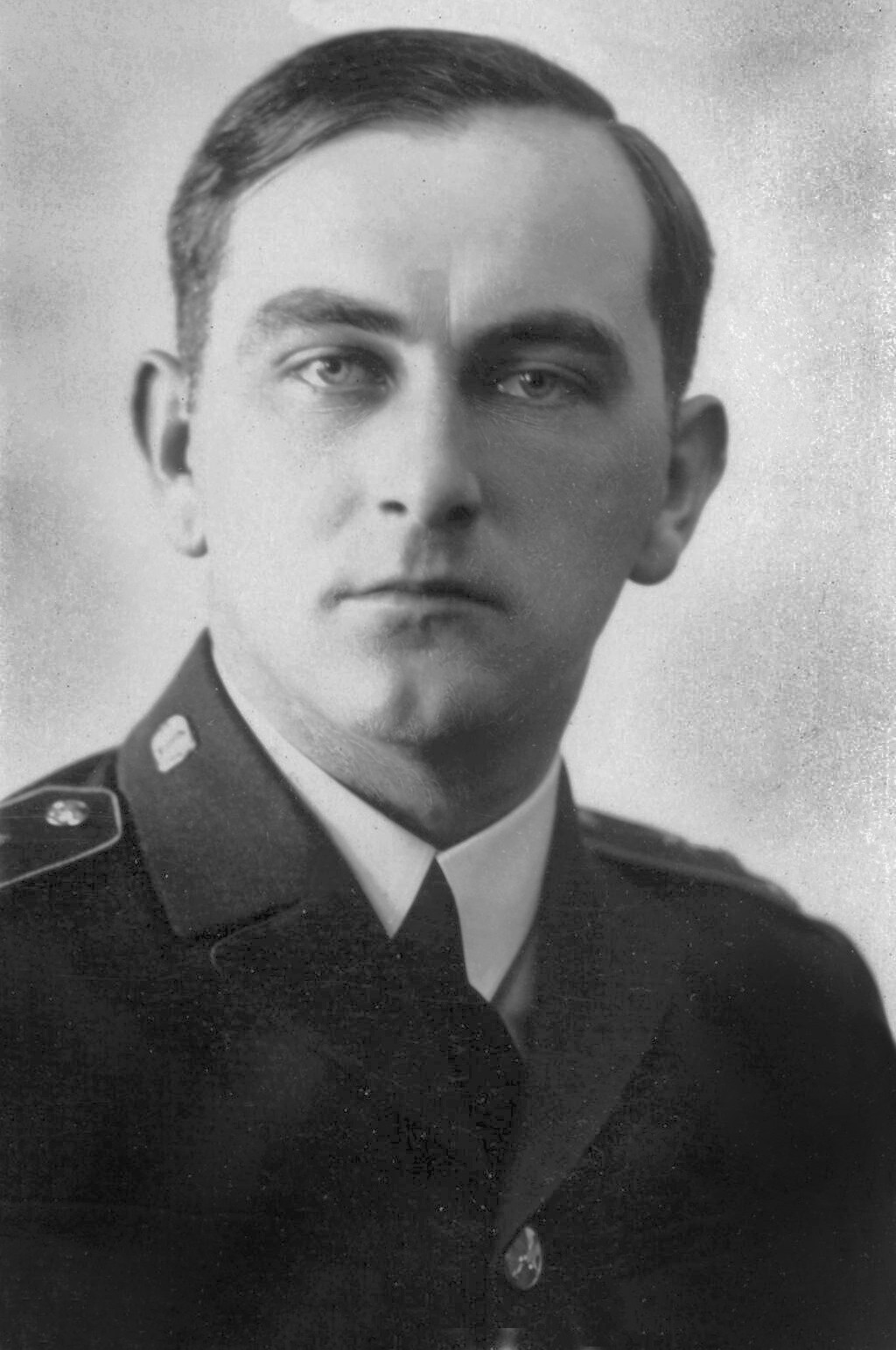
Jaroslav Kašpar
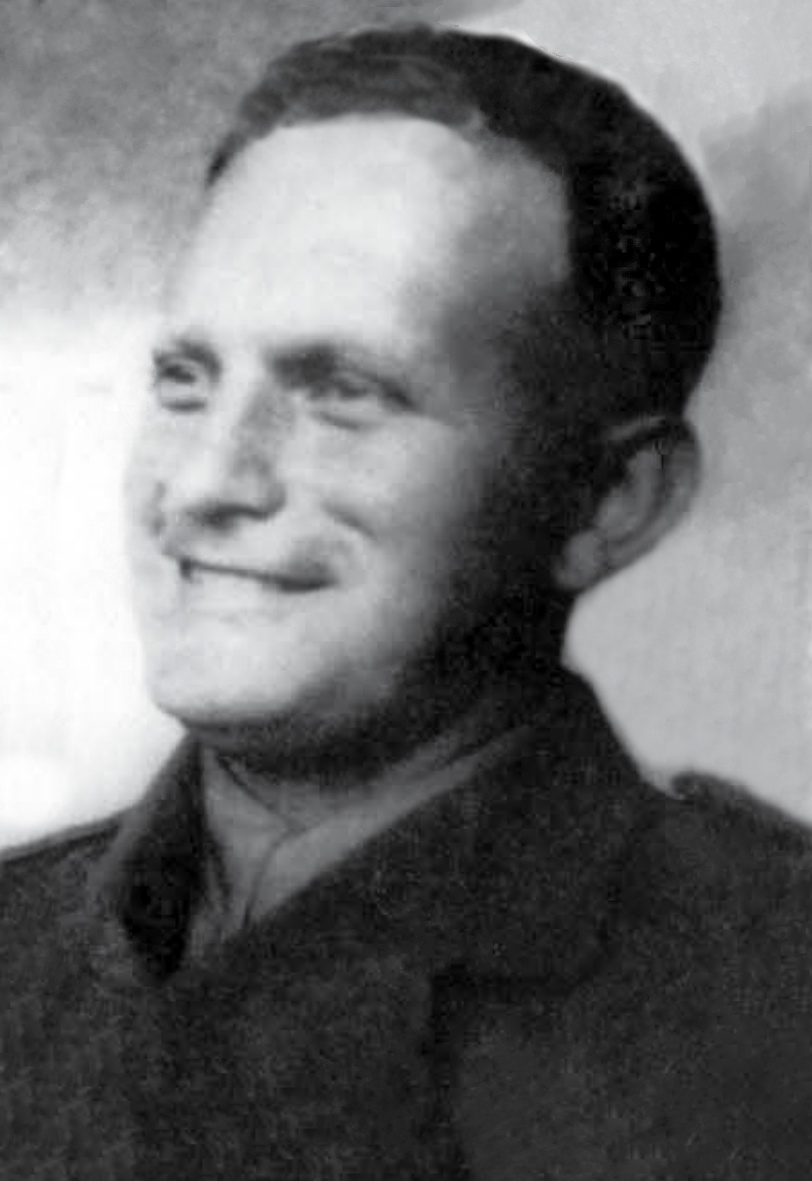
Rudolf Drbohlav
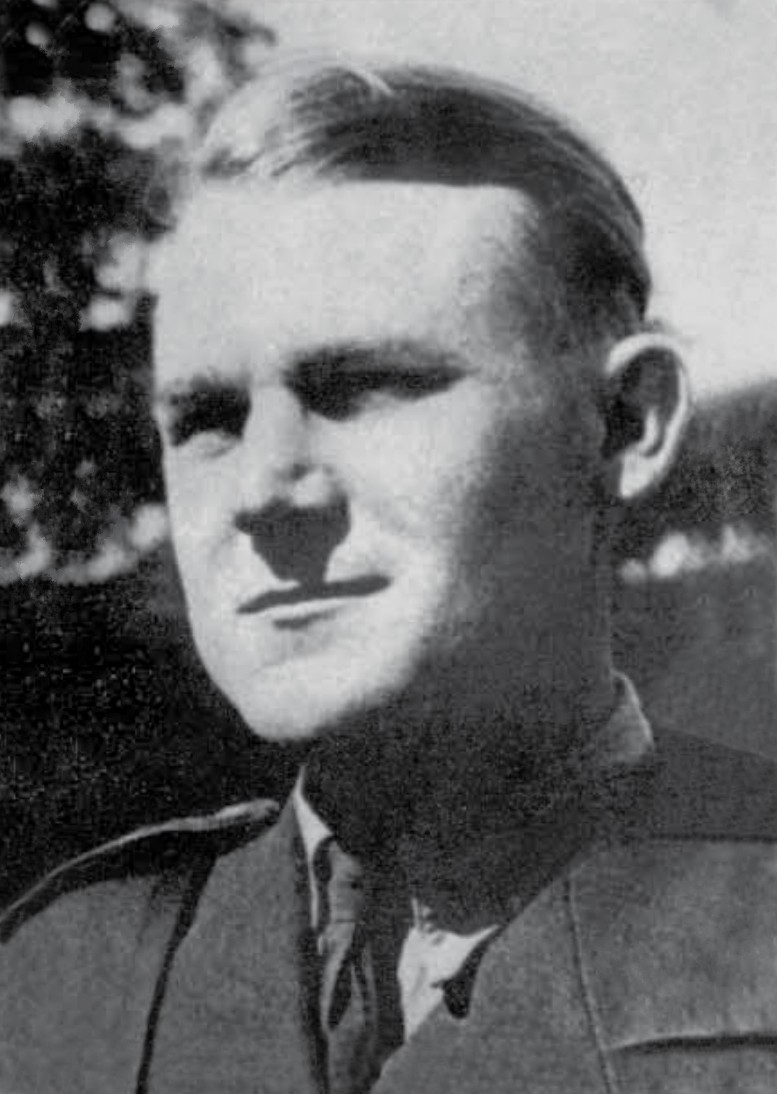
František Bogataj
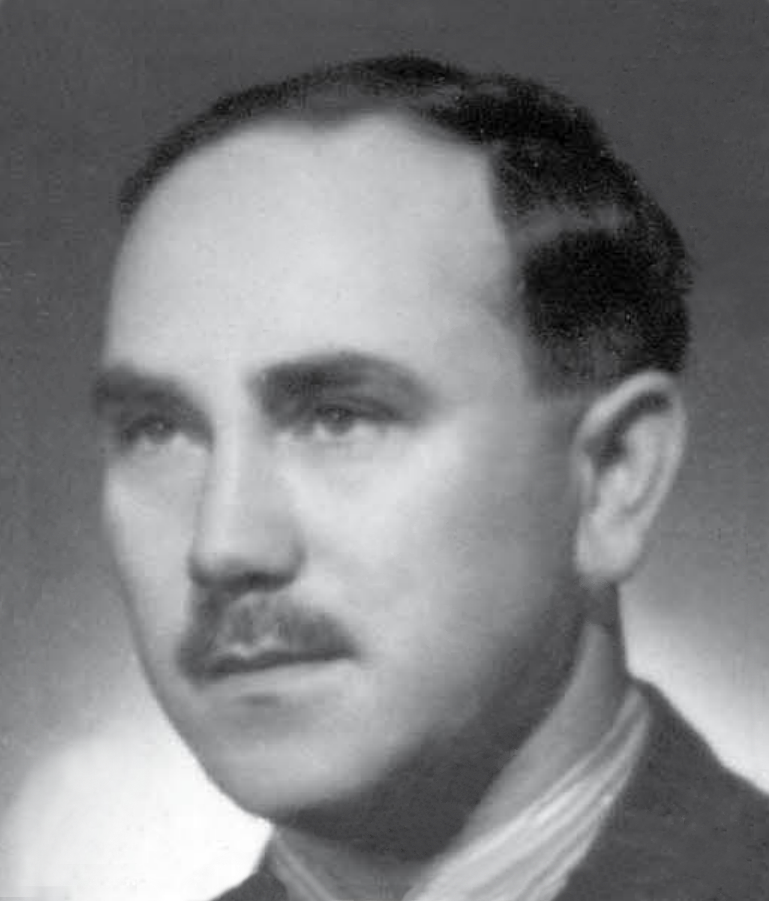
Alois Šeda
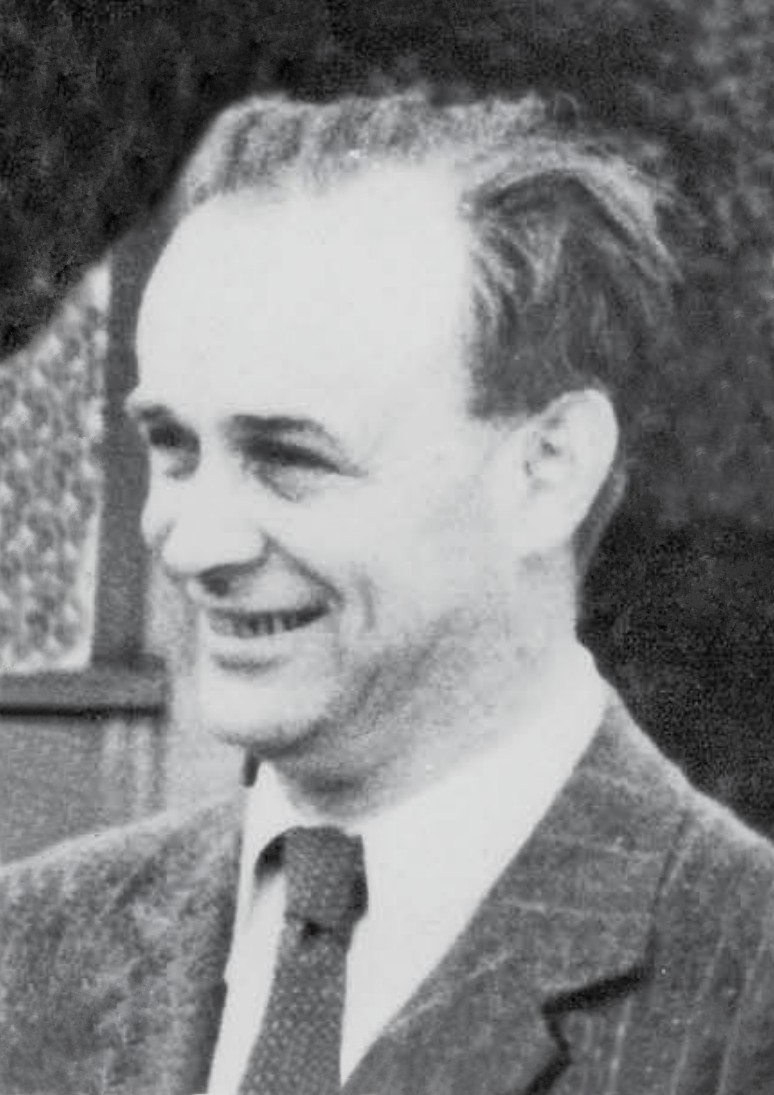
František Moravec

Vedoucí a asistenti skupin řídili samostatně několik kurýrů (agentů–chodců). Skupiny měli své „náboráře“, kteří získávali jednotlivé pěšáky („kurýry“) většinou z řad osob soustřeďovaných v uprchlických táborech. Takto získaní kurýři bydleli v detašovaných objektech skupiny, případně někde soukromě, nebo pobývali v uprchlických táborech. Zpočátku neabsolvovali kurýři žádný výcvik, přes hranici pronikali díky velkému množství cest vedoucích podél hranice a v Československu prováděli zpravodajskou činnost.
Jednotlivé zpravodajské skupiny tvořily dynamické struktury, které vznikaly, zanikaly nebo se členové skupin všelijak přeskupovali. Asi v roce 1952 byly všechny tyto skupiny sloučeny pod velením generála Františka Moravce. Činnost těchto československých zpravodajských skupin při amerických zpravodajských službách byla ukončena ke konci roku 1954. Státní bezpečnost (StB) za období let 1950 až 1960 odhalila celkem 2 299 osob, které byly napojeny na aktivity zpravodajských služeb USA. V tomto období bylo zatčeno 199 kurýrů (z toho sedmnáct jich bylo popraveno a šest zastřeleno při zatýkání nebo při přechodu státní hranice).

### Po roce 1953
Kolem roku 1953 byla činnost organizace Economic Research Unit (ERU) ukončena a v roce 1954 byl do USA odvolán i plukovník Charles Kotek. Do Evropy se Katek pracovně vrátil až v letech 1960 až 1965, aby zde dosloužil na velvyslanectví USA (respektive v expozituře CIA) ve Vídni.
V průběhu jeho působení ve Vídni dokonce československá státní bezpečnost (StB) rozpracovávala (v roce 1962) možnosti únosu Charlese Kateka z Rakouska. StB zjišťovala jak a kde se Katek pohybuje, vysílala řadu agentů spřízněných s Katekem či příbuzné jeho hospodyně Kláry Brabcové. (K žádné akci nikdy nedošlo, pokud by byl únos Kateka proveden, znamenalo by to mezinárodní diplomatický incident.) 
Charles Katek zemřel v roce 1971.

## Ocenění
- V lednu 1945 získal Charles Katek (jakož i další dva důstojníci pracující v OSS) válečný Řád Bílého lva III. stupně.[8][1]
- V lednu 1946 dostal Charles Katek od prezidenta Dr. Edvarda Beneše Československý válečný kříž.[2]
- V březnu 1946 získal Československou vojenskou medaili I. stupně.[13]
- V červnu 1947 byla jeho pomoc SNP oceněna Řádem Slovenského národního povstání I. třídy.[13]
- Dne 16. listopadu 2011 obdržel Charles Katek (in memoriam) Cenu ÚSTR za svobodu, demokracii a lidská práva. Slavnostní předání Ceny Václava Bendy a pamětních medailí Za svobodu a demokracii proběhlo na půdě Ústavu pro studium totalitních režimů.[6] Medaili převzal kulturní attaché velvyslanectví spojených států pan David Gainer.[6]

## Odraz v kultuře
U příležitosti blížícího se 30. výročí komunistického převratu v Československu v únoru 1948 byl na popud KSČ v roce 1977 natočen tendenční propagandistický film s názvem Tichý Američan v Praze, jehož děj byl inspirován životem Charlese Katka.